# Corallina officinalis
Corallina officinalis és una espècie d'alga vermella calcària que creix a les zones baixes i mitjanes del litoral en les costes rocoses.
Es troba principalment en creixement al voltant de les vores de les basses de marea, però es pot trobar en les esquerdes superficials en qualsevol lloc de la costa rocosa que es refresca amb aigua de mar. Creix principalment en la riba inferior, especialment on les algues Fucus estan absents, però també es troba més amunt en la riba de les costes exposades.
Es forma de dipòsits de carbonat de calci dins de les seves cèl·lules que serveixen per enfortir el tal·lus. Aquests dipòsits blancs mostres a les algues de color rosat, amb taques blanques en les quals el carbonat de calci es concentra sobretot, com en les puntes de creixement. El carbonat de calci fa que sigui desagradable per a la majoria d'herbívors de les costes rocoses.
Corallina proporciona un hàbitat per a molts animals petits que s'alimenten dels microorganismes que habiten en els seus densos plomalls.

## Distribució
C. officinalis es troba en la roca sòlida en la costa de l'Atlàntic Nord, des del nord de Noruega al Marroc i de manera intermitent des de Groenlàndia a l'Argentina. També es troba en algunes parts del Japó, de la Xina i de Australàsia.